# Green Valley (Arizona)
Green Valley es un lugar designado por el censo ubicado en el condado de Pima en el estado estadounidense de Arizona. En el Censo de 2010 tenía una población de 21 391 habitantes y una densidad poblacional de 256,03 personas por km². Está ubicado a unos 32 km al sur de Tucson y a 64 km al norte de Nogales. 

## Geografía
Green Valley se encuentra ubicado en las coordenadas 31°49′55″N 111°1′32″O / 31.83194, -111.02556. Según la Oficina del Censo de los Estados Unidos, Green Valley tiene una superficie total de 83.55 km², de la cual 83.51 km² corresponden a tierra firme y (0.05%) 0.04 km² es agua.

## Demografía
Según el censo de 2010, había 21.391 personas residiendo en Green Valley. La densidad de población era de 256,03 hab./km². De los 21.391 habitantes, Green Valley estaba compuesto por el 96.82% blancos, el 0.43% eran afroamericanos, el 0.31% eran amerindios, el 0.7% eran asiáticos, el 0.04% eran isleños del Pacífico, el 1.02% eran de otras razas y el 0.69% pertenecían a dos o más razas. Del total de la población el 4.9% eran hispanos o latinos de cualquier raza.